# Владислав (Требич)
Владислав (чеш. Vladislav) је насељено мјесто са административним статусом варошице (чеш. městys) у округу Требич, у крају Височина, Чешка Република.

## Становништво
Према подацима о броју становника из 2014. године насеље је имало 1.143 становника.